# Bah Oury

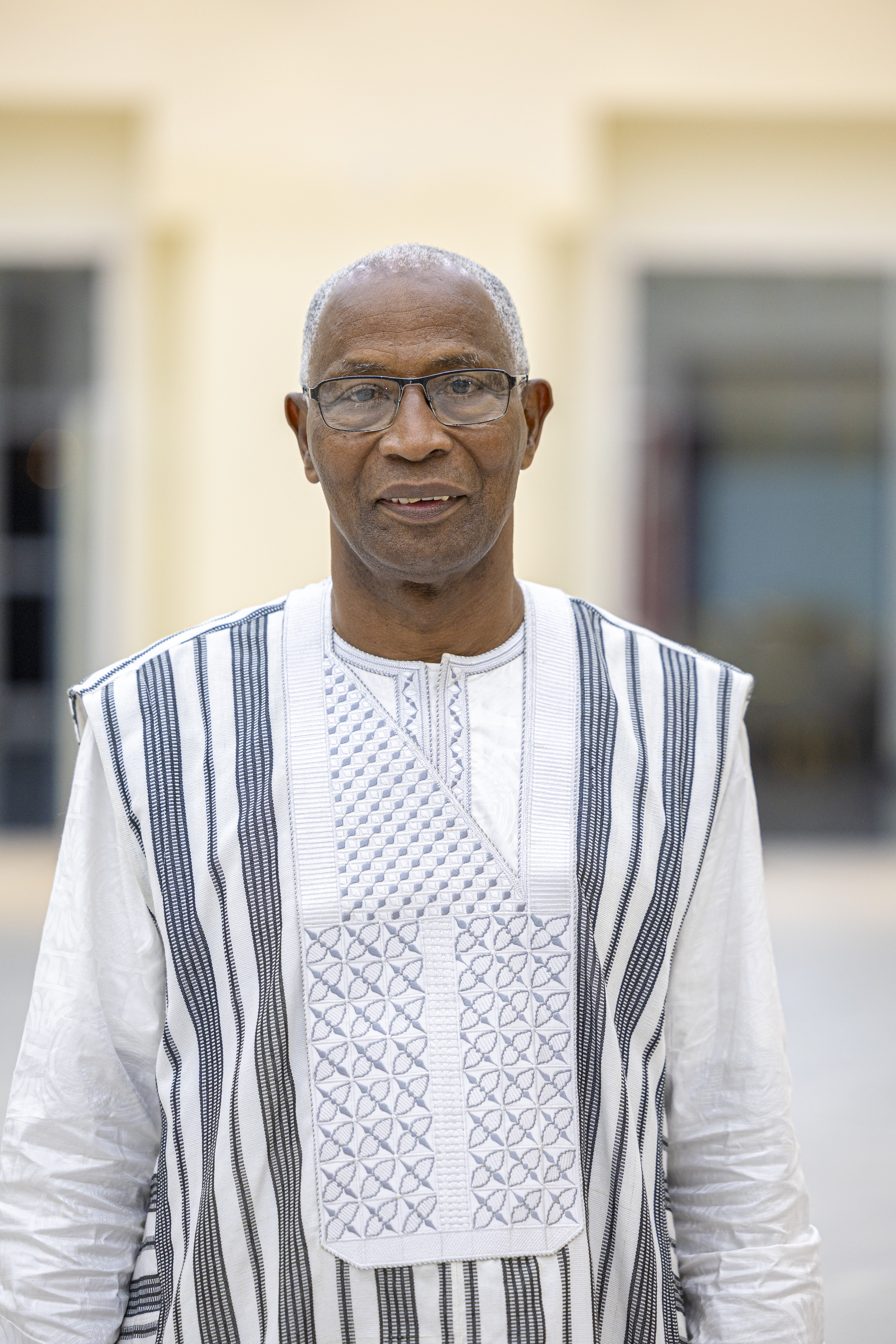
Bah Oury (2024)

Amadou Oury Bah, auch Mamadou Oury Bah, meist kurz Bah Oury, (* März 1958 in Pita) ist ein guineischer Politiker und seit 27. Februar 2024 amtierender Premierminister von Guinea.

## Leben
Amadou Bah Oury 1958 in Guinea geboren und flüchtete 1964 im Alter von sechs Jahren mit seinem Vater vor der Diktatur von Ahmed Sékou Touré in den Senegal, wo er die Schule besuchte. Nach einem erfolgreichen Studium der höheren Mathematik unterrichtete er einige Jahre in Frankreich, bevor er in sein Heimatland zurückkehrte. In der Folge arbeitete er als Wirtschaftswissenschaftler und für die guineische Menschenrechtsorganisation OGDH. Im Jahr 1991 gründete er mit anderen gemeinsam die Partei Union des forces démocratiques de Guinée und leitete ihren Zusammenschluss mit der UFP, der PUR und der FODEG im Jahr 1992. Seitdem war er dort Generalsekretär bzw. Vizepräsident.
Im Jahr 2007 wurde er in einer Konsensregierung zum Minister für nationale Aussöhnung ernannt, nachdem Präsident Lansana Conté in Folge von Generalstreiks im Januar und Februar 2007 sein Kabinett umbilden musste.
Für das Oppositionsbündnis Forum des forces vives de Guinée war er Präsident der Organisationskommission für die Demonstration im Stade du 28 Septembre gegen die autoritäre Politik von Präsident Moussa Dadis Camara. Die Demonstration endete mit dem Massaker vom 28. September 2009. Im Jahr 2010 war er Nebenkläger in der gerichtlichen Aufarbeitung der Vorgänge.
Nach einem Putschversuch gegen Alpha Condé flüchtete Oury in das Exil in Frankreich. Im Jahr 2011 wurde er in Abwesenheit wegen Hochverrats zu einer lebenslangen Freiheitsstrafe verurteilt. Im Dezember 2015 wird er von Alpha Condé begnadigt.
Nach internen Meinungsverschiedenheiten und Machtkämpfen wurde der amtierende Premierminister Bernard Goumou am 19. Februar 2024 mit seinem Kabinett von der Militärregierung entlassen.
Bah Oury wurde in der Folge am 27. Februar 2024 zum Premierminister berufen. Am selben Tag wurde er vereidigt und am 29. Februar in das Amt eingeführt. Am 13. März 2024 nahm Staatspräsident Mamady Doumbouya auf seinen Vorschlag hin die Ernennung seiner Regierung vor.